# 熊崇志
熊崇志（1883年—？），字位西，广东梅县人。中华民国外交官。

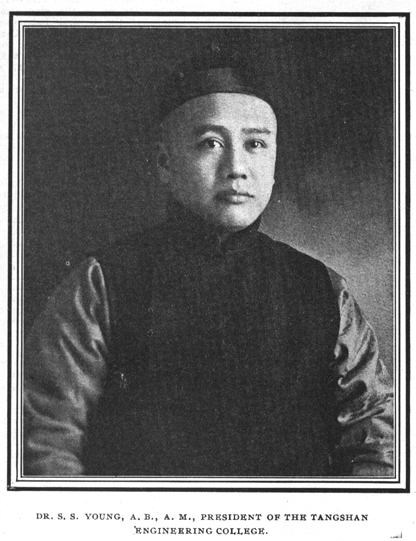
熊崇志

## 生平
熊崇志早年到美国留学，在加利福尼亚大学获文科学士学位。后在哥伦比亚大学获文科硕士学位。他的英文名字 “Samuel Young” (塞缪尔 : 熊)
回国后，1907年获授进士。严复称，“去年学部秋试，所得最优等游学美国专门教育之两进士，一熊崇志，一邝富灼，皆广州人。”此后，熊崇志“著以主事按照所學科目分部補用”。1908年6月至1912年7月，任唐山路矿学堂监督。
后来他还曾任北京政府教育部秘书、两广学务处课员、广东学务公所课员、两广方言学堂监督、筹备巴拿马赛会办事处科员、筹办煤油矿事务处科长，南运河工程处主任等职。
1925年任关税会议秘书，1926年任外交部秘书。1927年9月署驻纽约总领事。1928年7月任国际联盟中国代表办事处秘书长。1929年9月任驻纽约总领事。1930年2月兼代驻芝加哥总领事，1930年2月任中国驻墨西哥公使代办。1931年2月任中国驻墨西哥全权公使。1933年8月任中国驻巴西全权公使，1941年2月去职。

## 延伸阅读
[在维基数据编辑]
 《游美同學錄·熊崇志》，出自《游美同學錄》